# 张通 (北魏)
张通（?—?），字彦绰，北魏敦煌郡渊泉（今甘肃省瓜州县东）人。
张通随祖父张铣、叔祖张湛迁居到北魏国都代郡平城。张通博学通经史，魏孝文帝太和年间，顿丘李彪钦佩他的学行，向中书令李冲推荐，李冲召见他，非常器重赏识他，征召为中书博士、中书侍郎，永平年间，又征召为汾州刺史，都没有赴任，卒于家中去世。

## 子
- 张彻字方明，位侍中、卫尉卿，封西平县公。子张敢之袭爵，位太中大夫、乐陵郡守。
- 张麟字嘉应，位广平郡太守。
- 张俭字元慎，位凉州刺史。
- 张凤字孔鸾，位国子博士、散骑常侍。著《五经异同评》十卷，为儒者所称。